# 北川悠理
北川 悠理（きたがわ ゆり、2001年〈平成13年〉8月8日 - ）は、日本の元アイドルであり、女性アイドルグループ乃木坂46の元メンバーである。アメリカ合衆国カリフォルニア州生まれ。慶應義塾大学経済学部卒業。

## 略歴
2001年（平成13年）8月8日生まれ。幼少期は父親の仕事の関係で日本とアメリカを行き来していた。
2017年（平成29年）から2018年（平成30年）にかけて開催された『第3回AKB48グループ ドラフト会議』において指名候補者となり、AKB48チームBの2巡目で指名されたが、2018年3月に辞退。

### 乃木坂46
2018年、『坂道合同新規メンバー募集オーディション』を受験し8月19日に合格した。同年12月3日、日本武道館で行われた「乃木坂46 4期生お見立て会」で乃木坂46の4期生としてお披露目された。
2020年（令和2年）4月に慶應義塾大学経済学部に進学。同年10月2日、ラジオ番組『金つぶ』（bayfm）のアシスタントMCに山崎怜奈の後任として就任。
2022年（令和4年）12月26日、自身のInstagramアカウントを開設。
2023年（令和5年）5月22日、自身のブログで同年6月末に乃木坂46から卒業することを発表。4期生では初の卒業となり、卒業後は自身の夢（後に「女優業」と判明）を叶えるため海外留学する予定。同年9月22日、乃木坂46公式ブログが閉鎖された。

### 乃木坂46卒業後
2024年（令和6年）5月17日、自身が初めて脚本を手がけた映画『しあわせなんて、なければいいのに。』が公開。女優を目指して、留学先のアメリカにあるカリフォルニア大学サンディエゴ校では、演劇、脚本、プロデュースなどについて学んでいた。
同年11月30日に帰国したことを明かした。同年12月10日・19日と2025年2月1日に、初脚本・初主演の映画『しあわせなんて、なければいいのに。』が音楽と映画の祭典「MOOSIC LAB 2025」で上映された。
2025年3月20日、自身のYouTubeチャンネルの開設を報告した。
同月31日、慶應大学卒業を発表。アメリカで女優を目指すことを明らかにした。

## 人物
愛称は、ゆりちゃん。人柄について、独特のゆったりとした雰囲気で癒し系と評されている。
アメリカ出身で英語が堪能であり、英検1級を保持している。2020年に慶應義塾大学経済学部に進学、2021年にテレビ番組『乃木坂工事中』で開催された乃木坂46のメンバー41人での学力テストでは1位の成績であり、『Qさま!!』や『東大王』などのクイズ番組でも活躍した。
趣味は、空を見ることと散歩。散歩については「時間を意識しないで散歩していたら、いつのまにか終点までの17駅分を歩いていた」というエピソードを持つ。好きな食べ物はトマトと和菓子とグミ。好きな色は白。好きな映画は『風立ちぬ』。『ドラえもん』が大好きでいつか発明したいと考えている。

### 乃木坂46
同期の賀喜遥香とは同じ生年月日で仲が良い。サイリウムカラーは水色とオレンジで、空と朝焼けの色を表現している。

## 作品

### シングル
乃木坂46
- 4番目の光（2019年5月29日、SRCL-11192/3） - EAN 4547366406719。
- 図書室の君へ（2019年9月4日、SRCL-11262/3） - EAN 4547366418576。
- I see...（2020年3月25日、SRCL-11466/7） - EAN 4547366444230。
- 世界中の隣人よ（2020年5月25日）[39]
- Out of the blue（2021年1月27日、SRCL-11686/7） - EAN 4547366487282。
- 猫舌カモミールティー（2021年6月9日、SRCL-11844） - EAN 4547366507300。
- マシンガンレイン（2021年9月22日、SRCL-11880/1） - EAN 4547366522303。
- 他人のそら似（2021年9月22日、SRCL-11888） - EAN 4547366522334。
- 届かなくたって…（2022年3月23日、SRCL-12104/5） - EAN 4547366549072。
- 価値あるもの（2022年3月23日、SRCL-12100/1) - EAN 4547366549058。
- Under's Love（2022年8月31日、SRCL-12210/8） - EAN 4547366571950。
- ジャンピングジョーカーフラッシュ（2022年8月31日、SRCL-12212/3） - EAN 4547366571967。
- 悪い成分（2022年12月7日、SRCL-12330/8） - EAN 4547366590166。
- アトノマツリ（2022年12月7日、SRCL-12334/5） - EAN 4547366590180。
- 僕たちのサヨナラ（2023年3月29日、SRCL-12480/8） - EAN 4547366607307。
- さざ波は戻らない（2023年3月29日、SRCL-12486/7） - EAN 4547366607338。

### アルバム
乃木坂46
- 今が思い出になるまで（2019年4月17日、SRCL-11140/7） - EAN 4547366401325。
- Time flies（2021年12月15日、SRCL-12020/30） - EAN 4547366534184。

### 映像作品
- いつのまにか、ここにいる Documentary of 乃木坂46（2019年12月25日） - EAN 4988104123695。
- 乃木坂46 7th YEAR BIRTHDAY LIVE 2019.2.21-24 KYOCERA DOME OSAKA（2020年2月5日） - EAN 4547366438956。
- 乃木坂どこへ 第1巻（2020年3月6日） - EAN 4988021717984, EAN 4988021140058。
- 乃木坂どこへ 第2巻（2020年8月7日） - EAN 4988021718141, EAN 4988021140317。
- 乃木坂46 8th YEAR BIRTHDAY LIVE 2020.2.21-24 NAGOYA DOME（2020年12月23日） - EAN 4547366482812。
- ノギザカスキッツ 第1巻（2021年1月8日） - EAN 4988021718264, EAN 4988021140508。
- NOGIZAKA46 Mai Shiraishi Graduation Concert 〜Always beside you〜（2021年3月10日） - EAN 4547366491104。
- ノギザカスキッツ 第2巻（2021年4月2日） - EAN 4988021718271, EAN 4988021140515。
- ノギザカスキッツACT2 第1巻（2021年7月30日） - EAN 4988021718608, EAN 4988021140829。
- ノギザカスキッツACT2 第2巻（2021年10月22日） - EAN 4988021718615, EAN 4988021140836。
- 乃木坂スター誕生! 第1巻（2022年1月14日） - EAN 4988021718738, EAN 4988021140980。
- 乃木坂スター誕生! 第2巻（2022年4月22日） - EAN 4988021718745, EAN 4988021140997。
- 乃木坂46 9th YEAR BIRTHDAY LIVE 5DAYS（2022年6月8日） - EAN 4547366541441, EAN 4547366541465。
- 乃木坂スター誕生!2 第1巻（2022年7月22日） - EAN 4988021718974, EAN 4988021141550。
- 乃木坂スター誕生!2 第2巻（2022年10月28日） - EAN 4988021718981, EAN 4988021141567。
- 乃木坂46 真夏の全国ツアー2021 FINAL! IN TOKYO DOME（2022年11月16日） - EAN 4547366576009, EAN 4547366576016。
- 乃木坂46 10th YEAR BIRTHDAY LIVE（2023年2月22日） - EAN 4547366594324, EAN 4547366594447。
- さ〜ゆ〜Ready?さゆりんご軍団ライブ/松村沙友理 卒業コンサート（2023年4月26日）[40]
- 生田絵梨花 卒業コンサート（2023年4月26日）[40]
- NOGIZAKA46 ASUKA SAITO GRADUATION CONCERT（2023年10月25日） - EAN 4547366631012, EAN 4547366631098。
- 乃木坂46 11th YEAR BIRTHDAY LIVE 5DAYS（2024年2月21日） - EAN 4547366660128, EAN 4547366660135。

## 出演

### テレビ番組
- 東大王（2020年10月21日 - 、TBS）不定期出演[41]

### ラジオ
- 金つぶ（2020年10月2日 - 2021年9月24日、bayfm）アシスタントMC[10]

### ネット配信
- 猿に会う（2020年4月10日 - 18日、dTV）川瀬涼子 役[42]

### 映画
- しあわせなんて、なければいいのに。（2024年5月17日、Lemino）脚本[注 2]・主演 白木鴇 役[18][19]

## 書籍
- 北川悠理1stフォトエッセイ Callback（2025年8月8日、主婦と生活社）[43]